# Pico do Penedo
O Pico do Penedo localiza-se próximo ao Pico Alto, na localidade do Arrebentão, freguesia de Santa Bárbara, concelho da Vila do Porto, na ilha de Santa Maria, nos Açores.
Este acidente geológico, tem o seu ponto mais elevado a 423 metros acima do nível do mar.